# Héctor Pose Porto
Héctor Pose Porto (Héctor Manuel Pose Porto), nacido en Malpica de Bergantiños el 21 de julio de 1964, es un escritor y profesor universitario gallego. 

## Trayectoria
Se licenció en Filosofía y Ciencias de la Educación (Sección Pedagogía) en la especialidad de Intervención Socioeducativa por la Universidad de Santiago de Compostela (1982). Es Doctor en Psicopedagogía, con la tesis de doctorado, Acción Cultural nas cidades: realidades e perspectivas das políticas culturais municipais na Galicia urbana (2005), dirigida por el catedrático de Pedagogía Social de la Universidad de Santiago de Compostela, José Antonio Caride. 
Fue fundador de las iniciativas de animación teatral Taparratá e Émeigual!!!.
De 1991 a 2000 fue técnico de Educación y Cultura del Ayuntamiento de Malpica de Bergantiños. Colaboró en la elaboración y redacción del Plan Xeral de Normalización da Lingua Galega en el 2004. Desde septiembre de 1996 es profesor en la Facultad de Educación de la Universidad de La Coruña en el Grado de Educación Social y desde el 23 de abril de 2008 es Profesor Contratado Doctor en esta universidad. Es miembro del Consello Escolar Municipal da Coruña desde 2016.
Entre 2014 y 2018 fue el coordinador de la Red Internacional de Universidades Lectoras en la Universidad de La Coruña. También fue miembro activo del proyecto Interea y codirector de la revista Interea Visual (ISSN 1885-2882), editada por la Diputación Provincial de La Coruña, en colaboración entre las Universidades de La Coruña y Santiago de Compostela.

## Obra

#### Creación
- Doce Lúas (Axóuxere Editora, 2015). Con fotografías de Alberto Rodríguez.[7]
- Mar de invernía (Phottic, 2016). Con fotografías de Carlos Valcárcel Gay.[8]
- Arponera Café (Nazarí, 2018). Con dibujos de Fran Novoa.[9]
- Un lugar. Dúas descricións inadecuadas (Enrique José Lista Romay, 2018).[10]
- Escribirme (Tandaia, 2019).[11]
- Lascas (2021). En co-autoría con Héctor Francesch.[12]

#### Ensayo
- La cultura en las ciudades. Un quehacer cívico-social (Barcelona: Graó, 2007).[13]
- "Cultura de cidade para Galicia". En Grial, núm. 182, 20-29.
- "Los museos como pedagogía social o la necesidad de cambiar la mirada cívico social", con José A. Caride. En Revista Cuestiones Pedagógicas, núm. 22, Universidad de Sevilla, Sevilla, 141-160. ISSN: 0213-1269.
- "Leer el mundo hoy o cuando la lectura se convierte en diálogo", Ocnos Revista de Estudios sobre lectura. 14, (2015), pp. 65-80. ISSN: 2254-9099.[14]
- Educación Social y alfabetización lectora. (Síntesis, 2016). Coordinación xunto con S. Yubero; J. A. Caride e E. Larrañaga.[15]
- "Construir el valor y la experiencia de la cultura en el espacio público. El caso de los centros de enseñanza obligatoria desde la óptica de la Educación Social", Revista Interuniversitaria de Formación del Profesorado, 89 (31.2), (2017), pp.131-143.
- "Comparativa entre las preferencias del ocio de jóvenes lectores y no lectores en España". Ocnos, 18 (2), (2019), pp. 55-64. Co-escrito con L. Varela e R. Fraguela.[16]
- "A educación, compromiso e responsabilidade dos concellos democráticos en Galicia (1978-2018)", con José A. Caride. En Sarmiento, 23, 161-182.[17]
- "Educar la palabra con vocación cívica, pedagógica y social". Educació Social. Revista d´Intervenció Socioeducativa, 76, (2020), pp. 13-32. Co-firmado con J. A. Caride.

#### Trabajos de divulgación
- Apuntes históricos e guía das especies do porto de Malpica (Concello de Malpica. Consorcio Municipal, 1993). Con J. J. Valiela.[18]
- Malpica de Bergantiños. O século XX en imaxes. (Espiral Maior, 2001). Con Xan Fraga.[19]
- Políticas culturais e creación artística a nivel local (Deputación da Coruña, 2007). Con a M. Pérez Rúa.
- SCD Malpica, 40 anos de fútbol. Álbum (Sociedad Cultural Deportiva Malpica, 2010). Con Luis E. Porto.[20]
- Mar de Paixón. O fútbol na Costa da Morte (1963-2013). Álbum (Deputación da Coruña, 2013). Con a Luis E. Porto.[21]
- Donato. (Damajuana ediciones, 2016).[22]
- Aquela xente digna (APRMH, 2020).[23]